# Beelen
Beelen település Németországban, azon belül Észak-Rajna-Vesztfália tartományban. Lakosainak száma 6217 fő (2023. december 31.). Beelen Harsewinkel, Herzebrock-Clarholz, Oelde, Ennigerloh, Warendorf és Sassenberg községekkel határos.

## Népesség
A település népességének változása:
| Lakosok száma | 4381 | 6380 | 6245 | 6245 | 6159 | 6247 | 6217 |
|               | 1975 | 2015 | 2017 | 2019 | 2021 | 2022 | 2023 |